# Cagliari Pallavolo 2001-2002

## Risultati
- 14^ in A2;

## Rosa
Elenco dei giocatori della Cagliari Pallavolo nella stagione 2001/02.